# Helobdella nununununojensis
Helobdella nununununojensis — вид плоских пиявок или клепсин (Glossiphoniidae) подкласса Пиявки.

## Этимология
Родовое название «nununununojensis» происходит от кечуа ñuñuñuñunoj — «место обнажённых грудей» — местности с характерной формой рельефа, на которой был впервые обнаружен этот вид[1].

## Общие сведения
Обитает в Южной Америке. Впервые была обнаружена экспедицией в 2001 году.
Некрупная клепсина (до 3 см). Глаз два, довольно крупного размера[2].